# معالجة يدوية
المعالجة اليدوية أو المُيَاداة هو طب بديل يتعامل في الغالب مع تشخيص وعلاج الاضطرابات في حركة الجهاز العضلي الهيكلي، وخاصة العمود الفقري. ويُعتبر أحد فروع الطب البديل، ويعتمد على المعالجة بتقويم العمود الفقري يدوياً دون اللجوء إلى استعمال الجراحة أو الأدوية.
لقد جادل بعض المؤيدين وخاصة أولئك الذين في التاريخ المبكر لهذا المجال بأن مثل هذه الاضطرابات قد أثرت على الصحة العامة من خلال الجهاز العصبي، وهو ما يتعارض مع الأدلة العلمية.
يندرج تحت الاهتمام بتشخيص ومعالجة الاضطرابات في حركة الجهاز العضلي الهيكلي، وخاصة العمود الفقري. وقد افترض المعالجون اليدويون، لاسيما في التاريخ المبكر لهذه المعالجة أن الاضطرابات العضلية الهيكلية تؤثر على الصحة العامة بتواسط من الجهاز العصبي. تشتمل التقنيات الرئيسية للعلاج اليدوي، المعالجة النخاعية وتقويم العمود الفقري، ومعالجة المفاصل الأخرى والأنسجة الرخوة، إلى جانب التمارين الرياضية والاستشارات المتعلقة بالصحة، عمومًا بصورة عامة لا يُعد اختصاصيو العلاج اليدوي أطباء حقيقيين.
لم تجد المراجعات المنهجية للدراسات السريرية المنضبطة المُجراة على المعالجة اليدوية دليلًا على فعاليتها، باستثناء فعالية محتملة في علاج آلام أسفل الظهر. وجد تقييم نقدي أن المعالجة اليدوية إجمالًا غير فعالة في علاج أي حالة. قد تكون المعالجة النخاعية ذات جدوى اقتصادية في علاج حالات ألم أسفل الظهر تحت الحاد والمزمن ولكن النتائج في معالجة ألم أسفل الظهر الحاد غير كافية. الفعالية والجدوى الاقتصادية للمعالجة اليدوية الوقائية غير معروفة. لا توجد بيانات كافية تثبت أمان المعالجة النخاعية، وكثيرًا ما تظهر آثار جانبية خفيفة إلى معتدلة، ومضاعفات خطيرة أو مميتة في حالات نادرة. احتمال حدوث تسلخ الشريان الفقري عند تطبيق المعالجة اليدوية على الرقبة موضع خلاف. يمكن أن يؤدي تسلخ الشريان الفقري إلى السكتة الدماغية والموت. عُزيت الكثير من الوفيات إلى المعالجة اليدوية وأشير إلى أن العلاقة سببية. وينكر الكثير من المعالجين اليدويين صحة ذلك الادعاء.
العلاج اليدوي موجود في الولايات المتحدة وكندا وأستراليا، ويتداخل مع علاجات يدوية أخرى كتقويم العظام والعلاج الفيزيائي. معظم قاصدي المعالجة النخاعية يعانون من ألم أسفل الظهر. تعد آلام الظهر والرقبة من تخصصات المعالجة اليدوية، ويتعامل الكثير من المعالجين اليدويين مع أمراض عضلية هيكلية أخرى. يصف المعالجون اليدويون أنفسهم أحيانًا بأنهم مقدمو رعاية أولية، لكن التدريب السريري الذي يتلقونه لا يوفر متطلبات تسميتهم مقدمي رعاية أولية. تنقسم المعالجة اليدوية إلى مجموعتين رئيسيتين: «الخالصون»، وهم الأقلية الآن، يؤكد هؤلاء على أفكار المذهب الحيوي و«الذكاء الفطري»، ويعتقدون أن خلع الفقرات الجزئي سبب كل داء؛ المجموعة الثانية «الخالطون»، وهم الأغلبية، أكثر انفتاحًا على وجهات النظر السائدة والتقنيات الطبية المعتادة، كممارسة التمارين الرياضية والتدليك والعلاج بالثلج.
أسس دي دي بالمر المعالجة اليدوية في تسعينيات القرن التاسع عشر، ادعى أنه تلقاها من «العالَم الآخر»؛ أفاد بالمر أنه أخذ مبادئ المعالجة اليدوية من طبيب بعد وفاته بنحو 50 عامًا. ساعد ابنه بي جيه بالمر على نشر المعالجة اليدوية في أوائل القرن العشرين. وبقيت هذه المعالجة محط جدل خلال تاريخها. تتعارض أسس المعالجة اليدوية مع الطب السائد، وتستند إلى الأفكار العلمية الزائفة مثل دور الخلع الجزئي في الأمراض المختلفة والذكاء الفطري. رغم الأدلة الدامغة على فائدة التلقيح في الصحة العامة، يختلف المعالجون اليدويون حول الأمر، أدى ذلك إلى آثار سلبية على إجراءات التلقيح من جهة، وقبول المعالجة اليدوية من جهة ثانية. وصفت الجمعية الطبية الأميركية في عام 1966 ممارسة المعالجة اليدوية بأنها «عقيدة غير علمية» وقاطعتها، إلى أن خسرت قضية مكافحة احتكار في عام 1987. حظيت المعالجة اليدوية بقاعدة سياسية قوية وإقبال متواصل على خدماتها. واكتسبت في العقود الأخيرة المزيد من الشرعية ولقيت قبولًا أكبر بين الأطباء والخطط الصحية في الولايات المتحدة.

## الأسماء
ومن أسمائه: المعالجة باليدين أو المعالجة باليد أو الإرجاع الموضعي للفقرات أو علاج تقويم العمودي الفقري، أو العلاج اليدوي للعمود الفقري أو (نقحرة: كيروبراكتيك)

## الأساس المفاهيمي

### الفلسفة
تعد المعالجة اليدوية علاجًا متممًا وبديلًا يركز على معالجة الجهاز العضلي الهيكلي، وخاصة العمود الفقري. وصفها مؤسسها دي دي بالمر بأنها «علم الشفاء دون أدوية».
تتجذر أصول المعالجة اليدوية في الطب الشعبي المتعلق بالتجبير، وبتطورها عنه، احتضنت أفكار المذهب الحيوي والإلهام الروحاني والفلسفة العقلانية. استندت فلسفتها المبكرة إلى استنتاجات من عقيدة دوغمائية، ساعدت على التمييز بينها وبين الطب، وزودتها بالدفاعات القانونية والسياسية ضد ادعاءات ممارسة الطب بلا ترخيص، وسمحت للمعالجين اليدويين بتأسيس مهنة مستقلة. ترفض هذه الفلسفة «الخالصة»، التي دُرست لأجيال من المعالجين اليدويين، المنطق الاستدلالي الذي يتبعه المنهج العلمي، وتستند إلى استنتاجات من المبادئ الأولى للحيوية، لا من مادية العلوم. ومع ذلك، يميل معظم ممارسيها إلى إدخال البحث العلمي إليه، ويحاول معظم ممتهنيها «الخالطين» الجمع بين الاختزالية المادية للعلم والميتافيزيقيا الموروثة عن أسلافهم والنموذج الشمولي للصحة. اقترح بيان في عام 2008  أن المعالجة اليدوية تفصل نفسها عن الفلسفة الخالصة ضمن حملة تهدف إلى الحد من سطوة العقيدة التي لا يمكن اختبارها والمشاركة في التفكير النقدي والبحث المُسنَد بالأدلة.
تتنوع الأفكار بين المعالجين اليدويين، إلا أنهم يؤمنون جميعًا بالارتباط الوثيق بين العمود الفقري والصحة، وبدور الجهاز العصبي في تلك العلاقة. ويزعم بعض المعالجين اليدويين أن للمعالجة النخاعية دور في مجموعة متنوعة من الأمراض، منها متلازمة الأمعاء الهيوجة والربو.
تتبنى فلسفة المعالجة اليدوية الأفكار التالية:
تفترض الكُلانية أن الصحة تتأثر بكل ما يوجد في بيئة الفرد؛ وتذكر بعض المصادر أيضًا بُعدًا روحانيًا أو وجوديًا. في المقابل، ترى الاختزالية في المعالجة اليدوية أن أسباب وعلاج المشاكل الصحية جميعها ترجع إلى عامل واحد، ألا وهو خلع الفقرات الجزئي. يعني الاستتباب قدرة الجسم الذاتية على الشفاء. ويمكن اعتبار فكرة الذكاء الفطري في المعالجة اليدوية استعارة للاستتباب.
يخشى الكثير من المعالجين اليدويين أن يُنظر إلى المعالجة اليدوية على أنها مهنة هامشية في حال لم يفصلوا أنفسهم عن مفاهيم المذهب الحيوي التقليدي وفكرة الذكاء الفطري. يوجد نوع آخر من المعالجة اليدوية يسمى الطب التصحيحي، ظهر في شيكاغو في أوائل القرن العشرين. يدعي الأخير أن المعالجة اليدوية للأنسجة الرخوة تحسن الصحة من خلال تقليل «التداخل» على الجسم.

## الخالصون والخالطون
يلتزم المعالجون اليدويون الخالصون بالمبادئ التي وضعها دي دي بالمر ويحتفظون بالتعريفات الميتافيزيقية والسمات الحيوية. يعتقد المعالجون اليدويون الخالصون أن الخلع الفقري الجزئي يسبب تشويشًا للذكاء الفطري للجهاز العصبي عند الإنسان، ما يؤهب للكثير من الأمراض. يرى الخالصون أن التشخيص الطبي للشكاوى المرضية، التي يعتبرونها الآثار الثانوية للخلع الفقري الجزئي، غير لازم للمعالجة اليدوية، لذا ينصبّ تركيزهم على تحديد الخلع الفقري الجزئي وتصحيحه عبر تسويته، ولا «يخلطون» بين المعالجة اليدوية وغيرها من العلاجات. فلسفتهم وتفسيراتهم ميتافيزيقية ويفضلون استخدام المصطلحات الخاصة بالمعالجة اليدوية التقليدية مثل «إجراء التحليل الفقري» و«تحديد الخلع» و«التصحيح بالتسوية»، إذ يفضلون البقاء متفردين ومنفصلين عن الرعاية الصحية السائدة. رغم أنهم يمثلون الأقلية «استطاعوا تحويل حالتهم الأصولية والموروثة عن السلف إلى مصدر تأثير لا يتناسب مع عددهم».
يجمع المعالجون اليدويون الخالطون بين مناهج علاجية وتشخيصية متنوعة من المعالجة اليدوية والطب السائد وتقويم العظام، وهم غالبية المعالجين اليدويين. بخلاف الخالصين، يعتقد الخالطون أن الخلع الفقري واحد من أسباب الأمراض وهم أكثر انفتاحًا على الطب السائد. يدمج الكثيرون منهم التشخيص الطبي السائد ويوظفون المعالجات الطبية المختلفة مثل العلاج الفيزيائي والتمارين الرياضية وتمارين الشد والتدليك والمعالجة بأكياس الثلج والتحفيز العضلي الكهربائي والعلاج بالأمواج فوق الصوتية والمعالجة المثلية والعلاجات العشبية والمعالجة بالوخز بالإبر والارتجاع البيولوجي.

## معنى الاسم
اشتق مصطلح كيروبراكتيك من الكلمة اليونانية المركبة «كيروبراكتيكوس» وتعني «الممارسة باليد».

## نبذة تاريخية

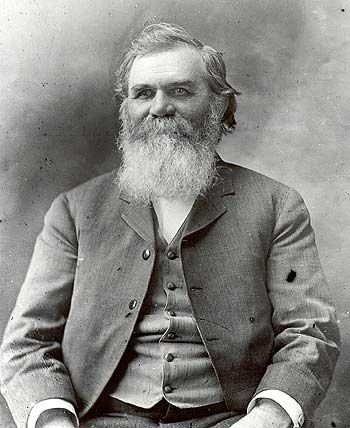
دانيال بالمر

أول من استخدم اليدين لتقليل آلام الجسم هم المصريون القدماء
ثم تلاهم الصينيون، ثم الطبيب الإغريقي جالينوس (130-200 م)الذي قال بأن الجهاز العصبي هو مفتاح الصحة.
بعد ذلك أهمل هذا العلم لسنوات طويلة حتى عاد للظهور مرة أخرى في الولايات المتحدة على يد دانيال ديفيد بالمر سنة 1895 (وهو الذي أطلق عليه هذا الاسم)، ومنذ ذلك الوقت انتشر هذا العلم وأصبح يدرس على نطاق واسع في الولايات المتحدة الأمريكية على وجه الخصوص، وفي كل من كندا واليابان وأستراليا. وأول كلية للكيروبراكتيك أنشئت في Davenport, Iowa سنة 1897 وسميت «كلية بالمر»، ويوجد الآن في الولايات المتحدة الأمريكية 17 كلية تخرج منها حوالي 40 ألف متخصص في هذا العلاج.

## استخدامات المعالجة اليدوية

### اضطرابات الفقرات العنقية
مثل تشنج الرقبة الحاد، والآلام المصاحبة لأمراض الغضروف العنقي.

### اضطرابات الفقرات الصدرية
مثل آلام الفقرات الحادة والمزمنة وآلام العصاب بين الضلوع.

### اضطرابات الفقرات القطنية
مثل آلام أسفل الظهر الحادة والمزمنة، وآلام العصب الوركي (عرق النسا).

### حالات أخرى
يرى البعض أن التحكم في الأعصاب الواصلة إلى الغدد ممكن باستخدام الكيروبراكتيك.